# Amager Boldklub af 1970
Amager Boldklub af 1970 er en dansk fodboldklub i Tårnby, som blev stiftet den 19. september 1970 på Amager.
Den 1. januar 2009 fusionerede klubben med Tårnby Boldklub, og den nye forening fik navnet AB Tårnby.

## Sportslige resultater (seneste 7 år)
- [3] 2. division Øst 2006-2007
- [3] 2. division Øst 2005-2006 (10. plads: 26-9-3-14)
- [4] Danmarksserien 2004-2005, pulje 1 (5. plads/Oprykning: 30-12-9-9)
- [4] Danmarksserien 2003-2004, pulje 2 (7. plads: 30-12-5-13)
- [i/t] Danmarksserien 2002-2003
- [i/t] Danmarksserien 2001-2002
- [i/t] Danmarksserien 2000-2001

## Ekstern kilde/henvisning
- AB 70’s officielle hjemmeside Arkiveret 15. juli 2006 hos  Wayback Machine

| Fodbold | Spire Denne artikel om en dansk fodboldklub er en spire som bør udbygges. Du er velkommen til at hjælpe Wikipedia ved at udvide den. |